# Tambourine
Tambourine was een Nederlandse popgroep die werd opgericht in 1987. De belangrijkste bandleden waren zangeres Saskia van Oerle, gitarist Jac Bico en bassist Bart van Poppel. De band bracht een tweetal albums uit en scoorde een bescheiden hit met het nummer High Under the Moon. Het nummer bereikte noteringen in de Nederlandse, Belgische en Zweedse hitlijsten.
Saskia van Oerle was ook achtergrondzangeres bij Rob de Nijs. Zij bracht nadat Tambourine in 1992 stopte nog een soloalbum uit onder de naam Van Orly in 2003.

## Discografie
- Flowers in September, 1989
- Waterland, 1991

| Album                | Verschijnen | Label   | Hitlijsten | Hitlijsten |
| Album                | Verschijnen | Label   | NL1        | NL1        |
| Album                | Verschijnen | Label   | Piek       | Weken      |
| -------------------- | ----------- | ------- | ---------- | ---------- |
| Flowers in September | 1989        | Polydor | 87         | 3          |

| Lied                | Verschijnen | Album                | Hitlijsten | Hitlijsten | Hitlijsten  | Hitlijsten  | Hitlijsten    | Hitlijsten    |
| Lied                | Verschijnen | Album                | BE (VL)    | BE (VL)    | NL (Top 40) | NL (Top 40) | NL (Top 100)1 | NL (Top 100)1 |
| Lied                | Verschijnen | Album                | Piek       | Weken      | Piek        | Weken       | Piek          | Weken         |
| ------------------- | ----------- | -------------------- | ---------- | ---------- | ----------- | ----------- | ------------- | ------------- |
| Summer of Love      | 1988        | Flowers in September | —          | —          | tip13       | —           | —             | —             |
| High Under the Moon | 1989        | Flowers in September | 37         | 1          | 21          | 4           | 27            | 11            |